# Agustín Sauto Arana
Agustín Sauto Arana, španski nogometaš, * 11. maj 1908, Baracaldo, Španija, † 21. avgust 1986, Valle de Trápaga, Španija.